# Bras-Panon
Bras-Panon é uma comuna francesa no departamento ultramarino de Reunião. Estende-se por uma área de 88.55 km², e possui 12.768 habitantes, segundo o censo de 2018, com uma densidade de 430 hab/km².